# Weierstraß-p

Weierstraß-p

Das Weierstraß-p (℘) ist ein stilisierter Buchstabe p und wird in der Mathematik für die
Weierstraßsche elliptische Funktion verwendet.
Das Zeichen wurde nach dem deutschen Mathematiker Karl Weierstraß benannt.

## Zeichen in Unicode und TeX
Sein Unicode-Codepunkt ist U+2118. Dort wurde es fälschlicherweise als SCRIPT CAPITAL P bezeichnet. Das Weierstraß-p ist jedoch ein kleingeschriebener Buchstabe und auch nicht „script“ (Schreibschrift). Der Fehler wurde in den späteren Versionen des Standards nicht korrigiert, um Kompatibilität mit der alten Version sicherzustellen,
aber es wurde der Aliasname WEIERSTRASS ELLIPTIC FUNCTION eingeführt.
In TeX wird es mit \wp dargestellt, in HTML mit &weierp;.

## Alternative Verwendung
Für die Potenzmenge wird üblicherweise das großgeschriebene stilisierte P (𝒫) verwendet. Falls das Zeichen nicht zur Verfügung steht, wird auch das Weierstraß-p hierfür verwendet.